# 112797 Grantjudy
Grantjudy (asteróide 112797) é um asteróide da cintura principal, a 1,8519863 UA. Possui uma excentricidade de 0,1869015 e um período orbital de 1 255,54 dias (3,44 anos).
Grantjudy tem uma velocidade orbital média de 19,73537688 km/s e uma inclinação de 1,98924º.
Este asteróide foi descoberto em 9 de Agosto de 2002 por Andrew Lowe.